# Pupin (famiglia)
I Pupin sono stati una famiglia di pittori e decoratori di Schio attiva nel XIX e XX secolo prevalentemente nella provincia di Vicenza.
Gli esponenti della famiglia sono:

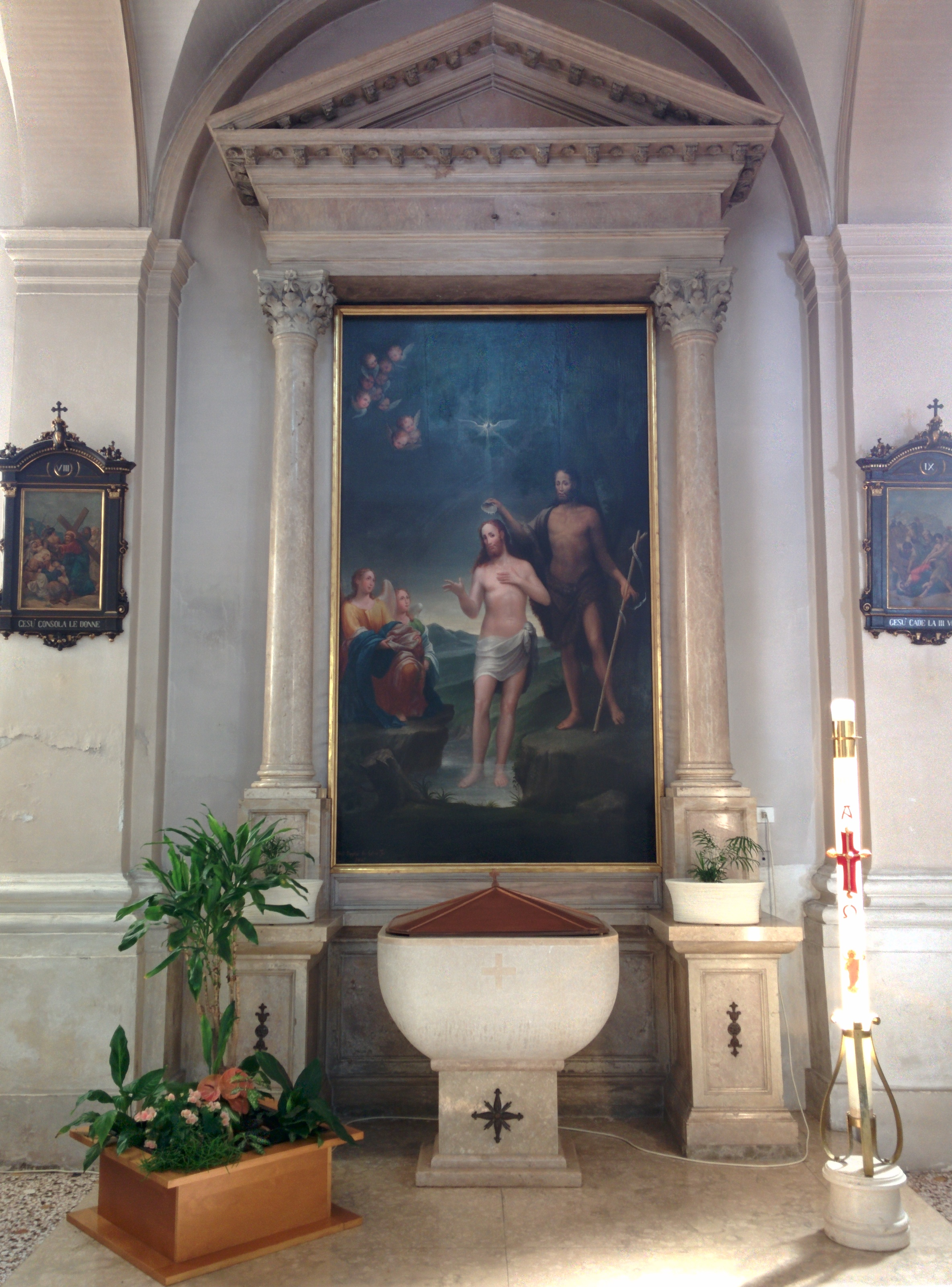
Pala raffigurante Il battesimo di Cristo di Giuseppe Pupin conservata presso la chiesa di San Giovanni Battista di Caldogno.

- Giuseppe Pupin, talvolta indicato come "Giuseppe Pupin senior" (22 luglio 1798 - 24 giugno 1879), figlio di Valentino e Vincenza Dal Prà e fratello di Domenico, capostipite della famiglia di artisti. non si sa dove apprese le tecniche pittoriche. Attivo in molte chiese del vicentino (tra le quali a Schio, Zanè, Caldogno, Velo d'Astico, Asigliano Veneto) ma anche del padovano e trevigiano, era solito firmarsi "Poppini"; realizzò anche ritratti e paesaggi.
- Domenico Pupin (29 dicembre 1803 - 1856), fratello di Giuseppe, pittore ornatista.
- Valentino Pupin (21 ottobre 1830 - 1º gennaio 1886), figlio primogenito di Domenico e fratello di Francesco e Luigi, il più noto e talentuoso esponente della famiglia. Attivo prevalentemente a Schio, ma anche in provincia e fuori regione, realizzò moltissime tele e affreschi a soggetto sacro per varie chiese; fu anche decoratore e ritrattista.
- Francesco Pupin (16 agosto 1833 - 1917), fratello di Valentino e Luigi e padre di Domenico. Pittore e decoratore attivo a Schio e nei dintorni (è sua opera la decorazione della chiesa di Monte di Malo), autore tra l'altro di un album d'acquerelli di soggetto scledense, offerto nel 1896 per le nozze d'oro di Alessandro Rossi.
- Luigi Pupin (1 aprile 1848 - 14 maggio 1909), fratello di Valentino e Francesco e padre di Vittorio. Pittore e decoratore presso edifici sacri.

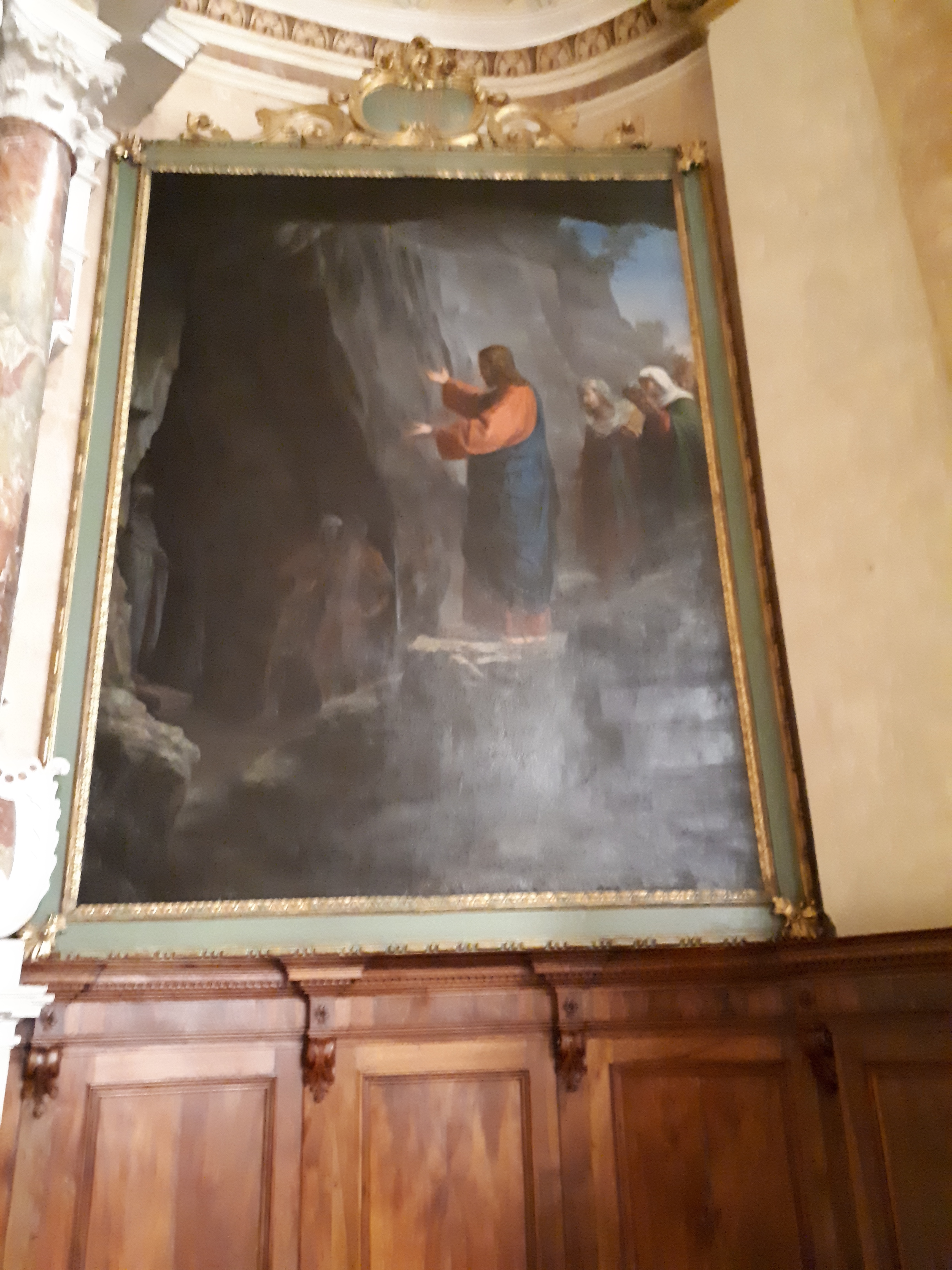
Pala raffigurante La resurrezione di Lazzaro di Valentino Pupin conservata presso la chiesa vecchia della Santa Trinità di Schio.

- Domenico Pupin (8 dicembre 1861 - 7 dicembre 1940), figlio di Francesco; dopo gli studi presso l'architetto Gioacchino Folladore lavorò come decoratore per svariate chiese della provincia: Canove, Rotzo, Posina, Monte Magrè, Centrale.
- Vittorio Pupin (16 febbraio 1883 - 1954), figlio di Luigi, si formò presso la sua famiglia e presso Tommaso Pasquotti; fu attivo presso molte chiese della diocesi.
- Giuseppe Pupin, talvolta indicato come "Giuseppe Pupin junior" (1907 - 2003), figlio di Angelo (uno dei figli di Luigi) e fratello di Guido, pittore di paesaggi e nature morte con varie tecniche (olio, acquerello, tempera). Espose le sue opere in varie mostre in Italia e all'estero. Una sua tela è conservata nella chiesetta della Madonna del Parto a Liviera di Schio.
- Guido Pupin (12 novembre 1908 - 1985), figlio di Angelo (uno dei figli di Luigi) e fratello di Giuseppe; dipinse paesaggi, ritratti e nature morte prevalentemente a olio. Espose opere nell'ambito di collettive d'arte (a Schio, Padova, Venezia e in provincia di Vicenza). A partire dagli anni Sessanta del Novecento si ritirò dai gruppi e circuiti pittorici locali, continuando a dipingere in proprio[3].